# Џенет Мери Кембел
Џенет Мери Кембел (Брајтон, 5. март 1877 – 27. септембар 1954, Лондон) била је британски лекар и медицински службеник. Позната је по томе што је активно пружала помоћ избеглицама и посебно баскијској деци без родитеља после фашистичких бомбардовања баскијског региона Шпаније, посебно града Герника, током Шпанског грађанског рата.

## Живот
Рођена је у Брајтону од оца Џорџа Кембела, директор шкотске банке и мајке Мери Летиције Роу.
Диплому лекара стекла је 1904. године, након студија на Лондонској медицинској школи за жене. 
Кембел се 1934. године удала за Мајкла Хеселтајна, члана Генералног медицинског савета  са којим је била у браку све до његове смрти 1952. године. Након удаје, исте године, морала је да да оставку на посао у државној служби.
Преминула је 1954. у Лондону, у 77 години живота.

## Каријера
Кембел је на почетку своје каријере радила као хирург у Краљевској слободној болници  и Белгрејвој болници за децу. Радила је и као виши медицински референт за материнство и заштиту деце у Министарству здравља, а од 1907. године као главни женски медицински саветник у Одбору за образовање.  Помогла је у припреми Хадов извештаја из 1923. године, Диференцијацији наставног плана и програма за дечаке и девојчице у средњим школама.  Посебно је била заинтересована за смрт мајки,  вакцинацију  и заштиту деце. 
Године 1927. одржала је курс и серију предавања на Кингс колеџу у Лондону о "Смртности мајки". Том приликом слуђаоцима је рекла: "Потребно нам је више проучавања и бољег истраживања узрока ове трагедије". Она је један од предлагача субвенционисаних услуга бабица и постнаталних клинике као две могуће мере, за сузбијање смртности мајки.
Кембел је посетио Аустралију 1929. године, да би се консултовала о здравственој политици мајки и деце у овој земљи.
Године 1937. помагала је баскијској деци и сирочићима после фашистичких бомбардовања баскијског региона Шпаније, посебно Гернике, током Шпанског грађанског рата.
Године 1938. председавала је Комитетом за јавно здравље Међународног савета жена, и приказала извештај о неухрањености жена и деце.
Кембел је била члан Здравственог комитета Лиге народа, а током Другог светског рата била је члан Комитета жена у индустрији при Ратном кабинету. Кембел је била и један од оснивача Удружења жена медицинара и једна од председница федерације од 1944. до 1946. године.
Била је и мировни судија у Сарију и Глостерширу.

## Део библиографије
- Midwives and Midwifery. Voluntary work for infant welfare. Play centres and playgrounds (Carnegie United Kingdom Trust. Report on the Physical Welfare of Mothers and Children. England and Wales, vol. 2; 1917)
- The training of midwives, (Great Britain. Ministry of Health. Reports on public health and medical subjects; 1923)
- Notes on the arrangements for teaching obstetrics and gynæcology in the medical schools (1923)
- Maternal mortality (Reports on public health and medical subjects; 1924)
- The protection of motherhood (British Ministry of Health reports on public health and medical subjects; 1927)
- Infant mortality; international inquiry of the Health organisation of the League of nations, English section (1929)
- Report on Maternal and Child Welfare in Australia (papers presented to Parliament/Session 1929–31, volume 2; 1930)
- National Health Services and Preventive Methods for improving National Health (1943)